# Урсинус, Софи
Софи Шарлотта Элизабет Урсинус (нем. Sophie Charlotte Elisabeth Ursinus, урождённая Вайнгартен (нем. Weingarten) 5 мая 1760, Клодзко — 4 апреля 1836, Клодзко) — немецкая серийная убийца, которая, как считается, была ответственна за отравление её мужа, тёти и любовника, а также за попытку отравить её слугу. Процесс над ней привёл к методу выявления отравления мышьяком.

## Ранние годы
Софи Вайнгартен родилась в Глатце (ныне Клодзко), городе в Нижней Силезии, Пруссия, и была дочерью секретаря австрийского посольства. Её отец потерял своё положение, и в возрасте 19 лет она вышла замуж за гораздо более старшего советника Верховного суда Теодора Урсинуса. Она жила с ним в Штендале до 1792 года, а затем в Берлине. Тайный советник Урсин скончался там внезапно, 11 сентября 1800 года, через день после празднования своего дня рождения. Его жена попала под подозрение за то, что не вызвала врача после того, как лекарство, которое она ему ввела, ухудшило его состояние.
Во время замужества Софи закрутила роман с голландским офицером по имени Рогай, возможно, с согласия своего пожилого мужа. Он на время уехал из Берлина, но позже вернулся и умер за три года до её мужа. На тот момент его смерть была приписана туберкулёзу. Позже выяснилось, что незадолго до его смерти Софи Урсинус купила некоторое количество мышьяка.
24 января 1801 года тётя Софи Урсинус, Кристиана Витте, умерла в Шарлоттенбурге после непродолжительной болезни, оставив ей большое наследство. Позже снова выяснилось, что Софи Урсинус купила большое количество мышьяка незадолго до смерти своей тети.
В конце февраля 1803 года слуга Софи Урсинус, Бенджамин Кляйн, заболел после того, как поссорился с ней ранее. Она дала ему рвотное, потом суп, от чего ему стало хуже. Он заподозрил неладное, и когда она дала ему несколько слив, он тайно проверил их у химика, который подтвердил, что в них содержится мышьяк.

## Вскрытие и суд
Софи Урсинус была арестована и вскоре попала под подозрение в отравлении мужа. Его тело было эксгумировано, но при вскрытии следователи, химик Мартин Генрих Клапрот и его помощник Валентин Розе, не смогли подтвердить, что он был отравлен мышьяком. Но по общему состоянию органов и судорожным сокращениям конечностей возникло подозрение, что его отравили мышьяком. Затем ей было предъявлено обвинение в убийстве своей тёти. Тело снова было эксгумировано, но на этот раз у экспертов, вопреки тому, что врачи сказали при её смерти, не было сомнений, что тётя умерла от отравления мышьяком и что яд ввела Софи Урсинус.
Суд по делу об убийствах закончился 12 сентября 1803 года. Пытаясь спасти свою жизнь и честь, Софи Урсинус оспаривала все пункты, но была признана виновной в убийстве своей тёти и покушении на убийство её слуги и приговорена к пожизненному заключению. В тюрьме в Глатце ей было позволено некоторое утешение; ей даже разрешалось устраивать вечеринки с гостями и одеваться в красивую одежду. Через 30 лет, в 1833 году, она была помилована и снова присоединилась к высшему обществу Глатца до своей смерти в 1836 году.
Работа Валентина Розе по доказательству того, что потерпевшие в данном случае действительно были отравлены, показала, что показаний врачей, присутствовавших при смерти, недостаточно. В 1836 году химик Джеймс Марш разработал тест Марша, высокочувствительный метод обнаружения мышьяка.